# Pervomajsk (Mykolajiv)
Pervomajsk (Oekraïens: Первома́йськ) is een stad in het oblast Mykolajiv (Oekraïne) met 64.103 inwoners.
Al in 1676 ontstonden in het gebied de eerste nederzettingen. Pervomajsk werd in 1919 gesticht door het samenvoegen van de dorpen Holta, Bohopil en Olviopol. Deze plaatsen waren in 1773 gesticht. De naam van de stad komt van het Russische woord pervomaj (первомай), wat verwijst naar 1 mei, de Dag van de Arbeid en de datum van de stichting van de stad in 1919.

## Geografie
Pervomajsk is gesitueerd aan de oevers van de Zuidelijke Boeg. Midden in de stad mondt de Synjoecha uit in de Zuidelijke Boeg. Pervomajsk ligt bij het knooppunt van de wegen R06 en M13. De stad ligt in het noordwesten van oblast Mykolajiv en is de hoofdplaats van het rajon Pervomajsk. De dichtstbijzijnde stad is Joezjno-oekrajinsk op zo'n 35 kilometer. Pervomajsk ligt verder nabij steden als Oeman (90 km) en Kropyvnytsky (115 km).

## Galerij

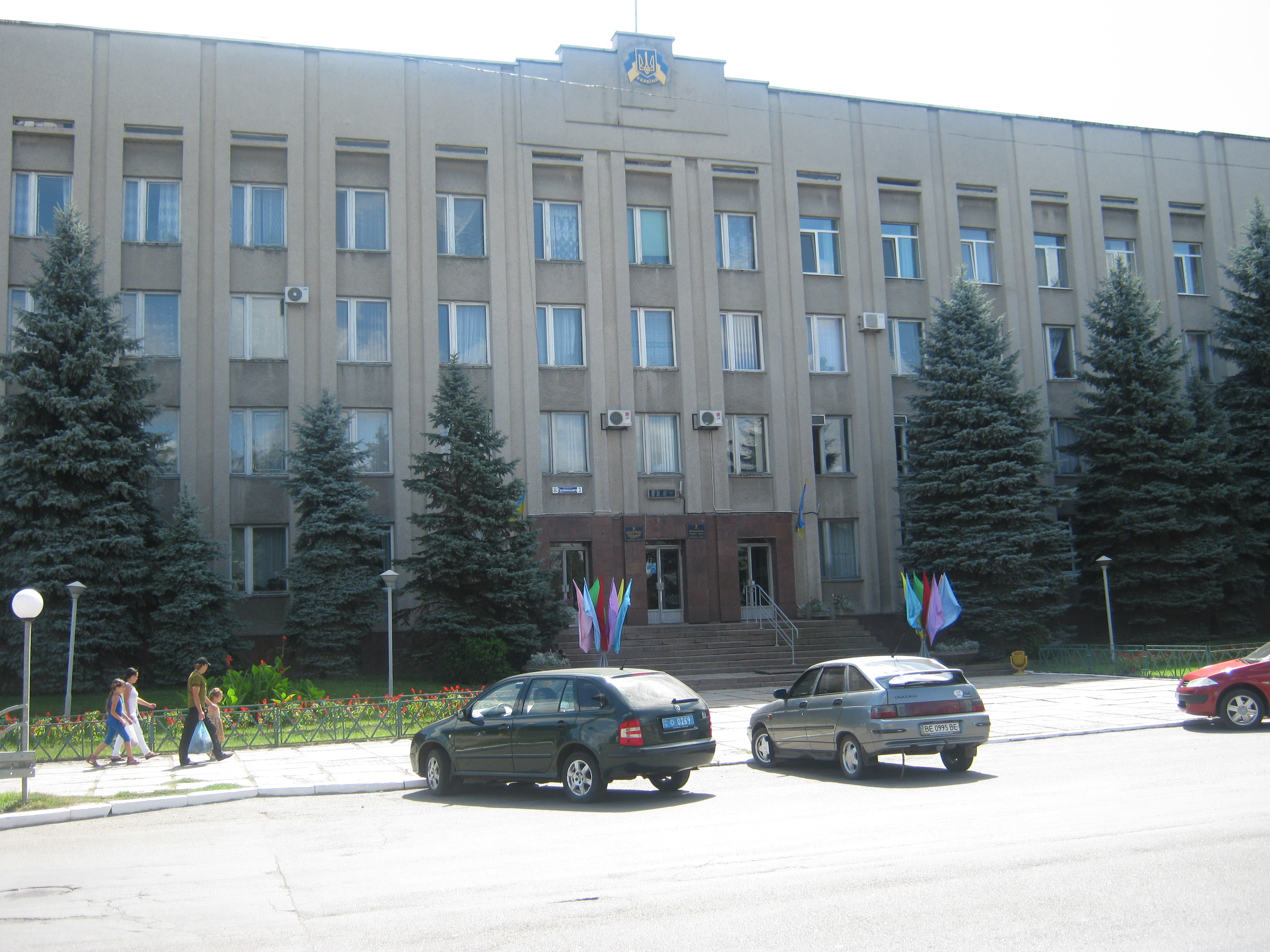
Stadhuis
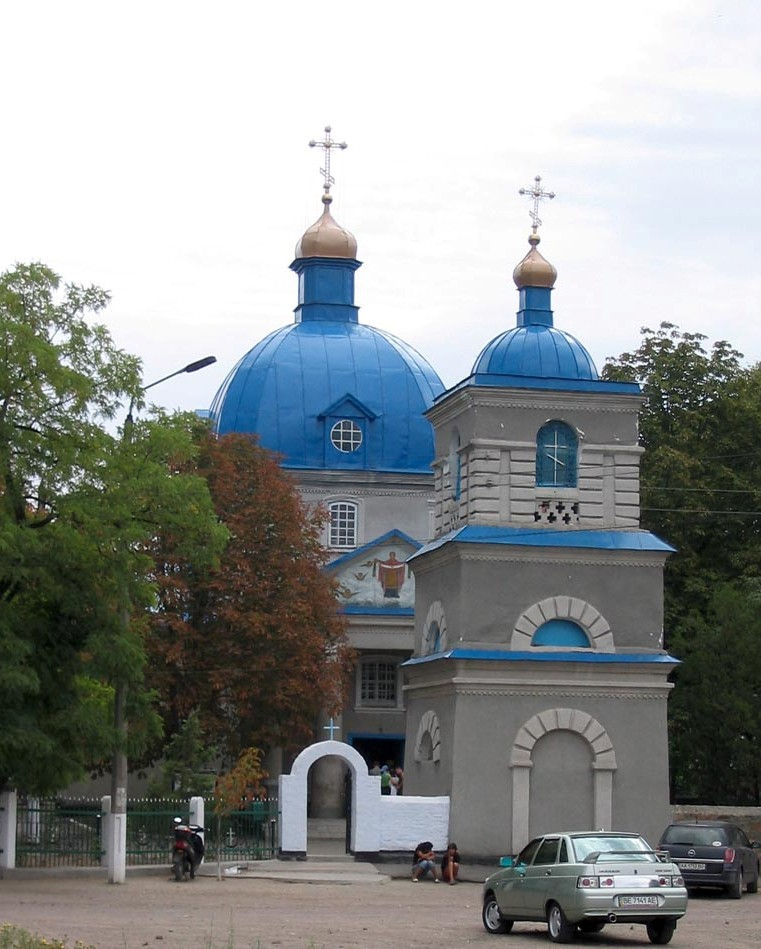
Orthodoxe kerk

## Geboren
- Edgar de Wahl (1867-1948), Estisch marineofficier
- Joerij Kryvtsov (1979), wielrenner
- Dmytro Kryvtsov (1985), wielrenner